# Krajan (Pekuncen)
Krajan is een bestuurslaag in het regentschap Banyumas van de provincie Midden-Java, Indonesië. Krajan telt 4511 inwoners (volkstelling 2010).